# Ants Piip
Ants Piip (Tuhalaane (gemeente Mulgi), Viljandimaa, Estland, toen Keizerrijk Rusland, 28 februari 1884 -  Solikamsk, Oblast Perm, Rusland, Sovjet-Unie, 1 oktober 1942) was een Estse jurist, politicus en diplomaat.

## Opleiding
Piip werd geboren in het dorp Tuhalaane, nu in de gemeente Mulgi in het zuiden van Estland, toen in de provincie (gouvernement) Lijfland in het Russische Keizerrijk.
Hij volgde een opleiding tot onderwijzer in Kuldīga, nu in Letland, toen in het Russische gouvernement Koerland. Van 1903 tot 1915 was hij docent op diverse scholen, waaronder van 1905 tot 1912 in Kuressaare, op het grootste Estische eiland Saaremaa, en van 1913 tot 1915 in de Russische hoofdstad Sint-Petersburg. Daarnaast studeerde hij vanaf 1908 tot 1916 rechten aan de Universiteit van Sint-Petersburg.

## Carrière
Piip was lid van de provincieraad van Estland en daarna van de grondwetgevende vergadering en vervolgens van de Riigikogu. Van 1917 tot 1919 was hij diplomaat voor Estland, dat zich net onafhankelijk had verklaard, in Sint-Petersburg en in Londen. Ook nam hij deel aan de Vredesconferentie van Parijs in 1919. In 1919 was hij minister van Buitenlandse Zaken, een functie die hij later nog meermalen, steeds voor een korte periode, zou vervullen.
Van 1920 tot 1921 was hij het eerste formele staatshoofd (riigiivanem, ‘Staatsoudste’) van Estland, een functie die toen tevens het leiden van de regering (minister-president) inhield. Nadien heeft hij diverse politieke, diplomatieke en universitaire functies vervuld. Ook was hij actief als advocaat.

## Dood
Nadat Estland in 1941 door de Sovjet-Unie was bezet en ingelijfd, werd Piip op 30 juni gearresteerd door de geheime dienst NKVD en, zoals vrijwel alle politici uit Estland, naar een dwangarbeidkamp gestuurd. Hij stierf in 1942 in het kamp NyrobLag in de omgeving van Perm in Noord-Rusland.
- Bibliothèque nationale de France: cb16266672j (data)
- Gemeinsame Normdatei: 126631948
- International Standard Name Identifier: 0000 0000 7871 5066
- Library of Congress Control Number: no2004029617
- Nationale Bibliotheek van Letland: 000153207
- Nationale Bibliotheek van Israël: 987007601368405171
- Système universitaire de documentation: 157143783
- Virtual International Authority File: 66177980
- WorldCat: E39PBJptYqHD6trYMDKgFWjHmd